# Edgar Castan

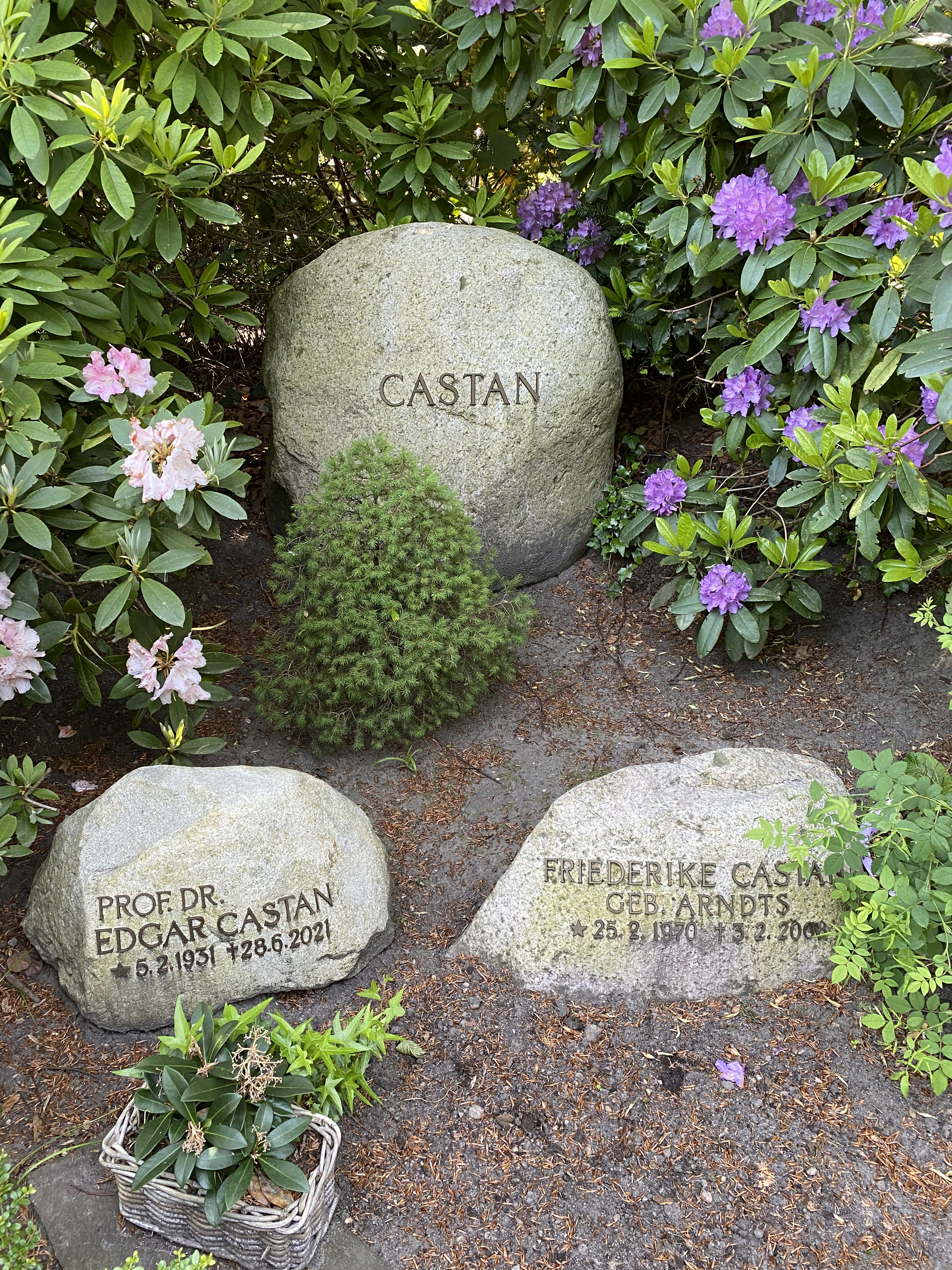
Grabstätte auf dem Nienstedtener Friedhof

Edgar Castan (* 5. Februar 1931 in Berlin; † 28. Juni 2021) war ein deutscher Wirtschaftswissenschaftler und Professor für Betriebswirtschaftslehre.

## Leben
Edgar Castan wuchs als Sohn des Berliner Ölgroßhändlers Wilhelm Castan (1895–1976) auf. Die Vorfahren der Familie stammten aus Südwestfrankreich, aus der Gegend von Montpellier. Gegen 1610 floh die hugenottische Familie nach Dessau. Von 1788 bis 1934 war die Familie in Potsdam ansässig.
Nach dem Abitur war Castan zunächst in der Industrie tätig. Anschließend nahm er an der Universität Hamburg das Studium der Betriebswirtschaftslehre auf, das er im Jahr 1955 als Diplom-Kaufmann abschloss. Im selben Jahr wurde er engster Mitarbeiter von Professor Dr. Hans Seischab, bei dem er 1956 promovierte.
Seine letzte Ruhestätte erhielt Edgar Castan auf dem Nienstedtener Friedhof.

## Werk und Wirken
Von 1974 bis 1994 war Edgar Castan Professor für Betriebswirtschaftslehre an der Hochschule für Wirtschaft und Politik (HWP). Er war Autor zahlreicher Buch- und Zeitschriftenveröffentlichungen zu den Themen Rechnungslegung und Bilanzen sowie Vizepräsident der HWP.